# Ooctonus nigrotestaceus
Ooctonus nigrotestaceus är en stekelart som beskrevs av Subba Rao 1989. Ooctonus nigrotestaceus ingår i släktet Ooctonus och familjen dvärgsteklar. Inga underarter finns listade i Catalogue of Life.